# Robert McGuckin

Bischofswappen von Robert McGuckin

Robert McGuckin (* 28. Januar 1944 in Marrickville, New South Wales) ist ein australischer Geistlicher und emeritierter römisch-katholischer Bischof von Toowoomba.

## Leben
Robert McGuckin besuchte die St. Pius Primary School in Enmore und das De la Salle College in Marrickville sowie später das Sutherland Shire Evening College und das Metropolitan Business College. Anschließend arbeitete er einige Jahre in einer Bank. Von 1967 bis 1970 studierte er Philosophie und Katholische Theologie am Priesterseminar St. Columba in Springwood und von 1970 bis 1973 am Priesterseminar Saint Patrick in Manly. Am 20. Oktober 1973 empfing McGuckin durch den Weihbischof in Sydney, James Patrick Carroll, das Sakrament der Priesterweihe für das Erzbistum Sydney.
McGuckin war zunächst als Pfarrvikar in Matraville tätig, bevor er 1976 Pfarradministrator der Pfarrei in Mascot wurde. Von 1978 bis 1981 war er Pfarradministrator der Pfarrei in Botony. 1981 wurde McGuckin für weiterführende Studien nach Kanada entsandt, wo er 1984 an der Saint Paul University in Ottawa einen Master und ein Lizenziat im Fach Kanonisches Recht erwarb. Nach der Rückkehr in seine Heimat wurde er Pfarradministrator der Pfarrei in Rosebery. Von 1986 bis 1997 wirkte er als Seelsorger in der Pfarrei St. Michael in Blacktown City. 1993 wurde McGuckin in den Klerus des Bistums Parramatta inkardiniert.
Neben seiner Tätigkeit in der Pfarrseelsorge fungierte McGuckin von 1975 bis 1997 als Richter und ab 2011 als Offizial am regionalen Kirchengericht von New South Wales. Zudem war er von 1991 bis 1997 Offizial des Bistums Parramatta und später Vizeoffizial am Berufungsgericht der Pazifischen Bischofskonferenz. Außerdem war er als Richter am Berufungsgericht für Australien und Neuseeland tätig. 1997 leitete McGuckin das Bistum Parramatta während der Sedisvakanz als Diözesanadministrator. Ab 1998 war er Generalvikar des Bistums Parramatta und Moderator der Kurie. Ferner wirkte er von 1990 bis 2010 als Bischofsvikar für das geweihte Leben und die Pastoral im Gesundheitsdienst. Darüber hinaus lehrte McGuckin Kanonisches Recht an der Catholic Theological Union (1989–1996) und an der University of Notre Dame Australia in Sydney. Überdies leitete er das Institute of Tribunal Practice und von 1999 bis 2006 die Canon Law Society of Australia and New Zealand. Am 28. März 2011 verlieh ihm Papst Benedikt XVI. den Ehrentitel Päpstlicher Ehrenprälat.
Papst Benedikt XVI. ernannte ihn am 14. Mai 2012 zum Bischof von Toowoomba. Der Erzbischof von Brisbane, Mark Coleridge, spendete ihm am 11. Juli desselben Jahres in der Kathedrale St. Patrick in Toowoomba die Bischofsweihe; Mitkonsekratoren waren der Apostolische Nuntius in Australien, Erzbischof Giuseppe Lazzarotto, und der Bischof von Parramatta, Anthony Fisher OP. Sein Wahlspruch Manete in dilectione mea („Bleibt in meiner Liebe“) stammt aus Joh 15,9 . In der Australischen Bischofskonferenz gehörte McGuckin der Kommission für Kanonisches Recht an. Von Mai 2014 bis April 2018 fungierte er zudem als Vizepräsident des Bundes der katholischen Bischofskonferenzen in Ozeanien (FCBCO).
Am 24. Mai 2023 nahm Papst Franziskus das von Robert McGuckin aus Altersgründen vorgebrachte Rücktrittsgesuch an.

## Schriften
- Can I get an annulment? E.J. Dwyer, Newtown, New South Wales 1992, ISBN 978-0-85574-061-0.
- Ian Waters, Robert McGuckin: Eastern Catholic churches in Australia: Canonical issues for Catholic clergy and pastoral workers. In: The Australasian Catholic Record. Band 93, Nr. 1, 2016, OCLC 6035519013, S. 81–89.